# Устойчивость к антимикотикам
Усто́йчивость (резисте́нтность) к противогрибко́вым препара́там — отсутствие фунгистатического или фунгицидного действия антимикотика на грибок. Устойчивость к действию противогрибковых лекарственных препаратов первой линии обнаружена у всех основных возбудителей глубоких и поверхностных микозов человека, включая Candida spp., Aspergillus spp., Cryptococcus spp., Trichophyton spp., но её распространенность варьирует в разных странах. Устойчивость входит в число факторов, влияющих на эффективность противогрибковой терапии, наряду с наличием фоновых заболеваний, комплаентностью пациента, индивидуальными особенностями иммунной системы пациента и качеством лекарственного препарата.

## Понятие об устойчивости

Распределение числа изолятов гриба определённого вида в зависимости от минимальных подавляющих концентраций антимикотика. Изоляты с высокими МПК антимикотика несут мутации, способствующие устойчивости. Эпидемиологическое пороговое значение позволяет по результатам теста на чувствительность судить о наличии у изолята таких мутаций.

Дифференциация штаммов и видов грибков на чувствительные и устойчивые производится с помощью оценки минимальных пороговых концентраций. Минимальная пороговая концентрация (МПК) — это минимальная концентрация антимикотика, которая приводит к ингибированию роста грибка в эксперименте in vitro. Полученное значение МПК сопоставляют с пороговыми значениями, приведёнными в документах регулирующих органов, как правило, Европейского комитета по тестированию чувствительности к противомикробным препаратам (EUCAST) или Института клинических и лабораторных стандартов (CLSI).
Под эпидемиологическим пороговым значением (англ. epidemiological cut-off value, ECOFF) понимается такая концентрация антимикотика, которая позволяет фенотипическими методами отделить штаммы дикого типа от мутантных штаммов. Эпидемиологические пороговые значения устанавливают на основе распределений числа штаммов определенного вида в зависимости от их лекарственной чувствительности. Если МПК антимикотика выше эпидемиологического порогового значения, говорят о микробиологической устойчивости. Соответственно, при выявлении микробиологической устойчивости какого-либо штамма в его геноме предполагается наличие мутаций. 
Клинические пороговые значения (англ. clinical breakpoint, CBP) устанавливают путём соотнесения МПК лекарственного препарата для определённого инфекционного агента с его фармакокинетикой и реальным клиническим опытом. Если для патогена МПК препарата выше клинического порогового значения, назначение данного препарата в стандартной дозировке нецелесообразно. Таким образом, клиническая устойчивость — это способность грибка выживать и размножаться под действием терапевтических доз антимикотиков, что in vivo выражается в неэффективности противогрибковой терапии.
Понятия клинической и микробиологической устойчивости грибков к антимикотикам не являются синонимичными: так, некоторые мутантные штаммы, несущие в себе генетические детерминанты резистентности, могут фенотипически не проявлять достаточного повышения уровня устойчивости, выраженного в МПК, что будет характеризовать штамм как клинически чувствительный.
В экспериментальной науке под устойчивостью иногда понимают способность изолята грибка к росту в присутствии такой концентрации противогрибкового лекарственного средства, которая ингибирует рост других изолятов того же вида. Поскольку активность антимикотиков в отношении различных микромицетов варьирует, во многих случаях можно надежно предсказать природную устойчивость возбудителя, выяснив его видовую принадлежность.

## Природная устойчивость
Генетические линии грибов, независимо от их таксономического статуса, — родового, видового или внутривидового, могут характеризоваться различными уровнями чувствительности к антимикотикам. Например, Clavispora lusitaniae дикого типа чувствительна к повышенным дозировкам флуконазола, а Candidozyma auris, как правило, — нет. Природную устойчивость последней удается объяснить наличием определённых аминокислот в консервативных участках Erg11, которые у изолятов Candida albicans появляются только вследствие адаптации к лекарству. Внесение в геном чувствительного к флуконазолу и вориканазолу Aspergillus fumigatus последовательности CYP51A мукорового гриба Rhizopus arrhizus приводит к развитию у аспергилла устойчивости, свойственной ризопусу. Поэтому природную устойчивость Rhizopus arrhizus к этим азолам можно связать с особенностями структуры Cyp51A. Для одной из клональных линий C. albicans, выявляемой методом мультилокусного секвенирования-типирования, показана ассоциация с устойчивостью к фторцитозину и тербинафину. Для комплекса видов Trichophyton mentagrophytes / Т. interdigitale известно около 15 генотипов региона ITS, но в подавляющем большинстве случаев устойчивость наблюдается у изолятов Тип VIII.

## Механизмы возникновения устойчивости
Развитие устойчивости к антимикотикам происходит вследствие накопления мутаций в геноме микромицета под селективным давлением противогрибкового препарата. Спектры таких мутаций различны для каждого класса антимикотиков. Изоляты чувствительного генотипа могут приобретать устойчивый фенотип при вхождении в состав биопленки.

### Устойчивость к азолам
Механизмы возникновения устойчивости к азолам лучше всего изучены у Candida albicans, но весьма вероятно, что первые два из перечисленных далее являются общими для всех грибов, значимых для медицины.
Активный экспорт: азолы могут быть удалены из клетки за счет повышения экспрессии мембранных переносчиков, что препятствует достижению концентрации лекарственного средства, достаточной для успешного ингибирования Erg11. В этом процессе участвуют два семейства переносчиков: облегчающие транспорт факторы MFS (например, MDR1), и ABC-транспортеры (например, CDR1 и CDR2). Повышение экспрессии генов, кодирующих мембранные переносчики, происходит вследствие мутаций в генах транскрипционных факторов. Интересно, что эксперименты с изолятами дикого типа, принадлежащими к комплексу видов C. haemulonii, не выявили повышения экспрессии генов мембранных насосов в присутствии флуконазола или вориконазола.
Модификация мишени: ген ERG11 может мутировать таким образом, что кодируемая им ланостерол 14α-деметилаза теряет сродство к азолам. По состоянию на 2010 год, для не менее чем 9 аминокислотных замен в белке Erg11 был экспериментально доказан вклад в развитие устойчивости к азолам, при помощи а) наблюдения повышенной МПК после экспрессии гетерологичного гена в дрожжах Saccharomyces cerevisiae посредством сайт-направленного мутагенеза, б) функциональной экспрессии ERG11, амплифицированного из C. albicans, в) выявления сниженного сродства ланостерол 14α-деметилазы к азолу. У грибов рода Aspergillus, ген ланостерол 14α-деметилазы обозначают как CYP51. Aspergillus fumigatus обладает двумя его паралогами, CYP51A и CYP51B, развитие устойчивости происходит вследствие накопления мутаций в CYP51A и увеличения количества нуклеотидных повторов в его промоторе. В геноме A. flavus присутствуют три паралога CYP51, мутации, потенциально обусловливающие устойчивость, обнаруживаются в CYP51A и CYP51C.
Повышение экспрессии гена мишени азолов, ланостерол 14α-деметилазы, может привести к тому, что достижение ингибирующей рост штамма концентрации антимикотика станет невозможным, и синтез эргостерола будет продолжаться. Происходит вследствие мутаций в гене соответствующего транскрипционного фактора, увеличивающих сродство самой регуляторной молекулы к энхансеру гена ERG11.
Отсутствие токсичного промежуточного продукта: при ингибировании Erg11 в клетке происходит накопление метилированного промежуточного соединения, 14α-метилфекостерола. Это соединение используется в качестве субстрата Δ5-6-десатуразой Erg3, с образованием токсичного продукта. Обнаружены штаммы с гомозиготными мутациями гена ERG3, обусловливающими потерю функциональности белком Erg3. Следовательно, эти штаммы не превращают метилированные соединения в токсичные соединения, что объясняет их устойчивость к азолам. Это отсутствие функционального Erg3 обычно сочетается с устойчивостью к амфотерицину B, поскольку отсутствие Δ5-6-десатуразы перекрывает путь биосинтеза эргостерола.
Потеря гетерозиготности. У диплоидных дрожжей рода Candida мутации, обусловливающие возникновение устойчивости, могут появляться в одной хромосоме из двух гомологичных. При потере гетерозиготности, аллель с детерминантой устойчивости оказывается в гомозиготном состоянии, и его эффект усиливается.
Анеуплоидии. Устойчивые к азолам изоляты дрожжей часто имеют аберрантный кариотип. В исследовании 2015 года у клинических изолятов C. albicans, полученных от больных с кандидозом полости рта, хромосомные перестройки были нестабильными. Достоверная корреляция с уровнем устойчивости к азолам отсутствовала. Однако в более поздней работе 2021 года у одного из изученных штаммов C. auris дупликация сегмента хромосомы 1, содержащей ERG11, была единственной мутацией, которой можно было бы объяснить повышенную МПК флуконазола. У другого штамма дупликация всей хромосомы 5, содержащей ген транскрипционного фактора TAC1b, была единственным возможным объяснением 32-кратного повышения МПК флуконазола. В экспериментах по культивированию Cryptococcus neoformans в присутствии флуконазола была показана корреляция числа дисомий нескольких различных хромосом с МПК лекарства. После переноса штаммов в среду, не содержащую флуконазола, дополнительные копии хромосом терялись и первоначальная чувствительность к флуконазолу восстанавливалась.
Образование биопленок. Нахождение в составе биопленок сопровождается рядом обратимых эффектов.
- Активный экспорт. В экспериментах in vitro, на ранних этапах развития биопленок происходит физиологическое повышение экспрессии генов мембранных насосов[27].
- Чувство кворума. Фарнезол, соединение, блокирующее образование псевдогиф C. albicans и способствующее переходу этих дрожжей в планктонную форму, снижает экспорт азолов из грибной клетки[28].
- Связывание азолов. В экспериментах с использованием радиоактивной метки было показано, что внеклеточный матрикс биопленок связывает азолы. Компонентом матрикса, ответственным за это, является β-1,3 глюкан[29].
- Покоящиеся клетки (англ. persister cells) — часть популяции клеток биопленки, характеризующиеся сниженной чувствительностью к нескольким классам лекарственных средств, остающаяся жизнеспособной после воздействия антимикотиком. Она способна восстановить биопленку с тем же процентом устойчивых клеток (0,01—0,02 %), который наблюдался изначально[14].

### Устойчивость к аллиламинам
В 2020 году микробиологическую устойчивость к тербинафину, как правило, связывают с мутациями в гене эпоксидазы сквалена ERG1. Несмотря на это, часть устойчивых изолятов имеет последовательность ERG1 дикого типа, поэтому имеют место и другие механизмы возникновения устойчивости к данному антимикотику.

### Устойчивость к эхинокандинам
Мишенью эхинокандинов является фермент β-1,3-D-глюкан синтаза, отвечающая за синтез компонента клеточной стенки. Устойчивость к эхинокандинам развивается за счет появления аминокислотных замен в данном ферменте, причем у грибов рода Candida основная часть изменений ограничена двумя участками полипептида, так называемыми «горячими точками».

## Факторы, влияющие на возникновение устойчивости
К причинам возникновения устойчивости относят несистематическое применение противогрибковых лекарственных средств. Отклонение от дозировки и режима приема препарата, оптимизированных для достижения клинического эффекта, дает грибу возможность приспособиться к существованию в присутствии лекарства. Основным механизмом возникновения точечных мутаций являются ошибки ДНК-полимераз, и высокая численность популяции активно делящихся клеток гриба ассоциирована с высокой вероятностью развития устойчивости. Поэтому хронический аспергиллез легких, при котором возможно спороношение, с большей вероятностью будет осложнен лекарственной устойчивостью по сравнению с внелегочными формами. Поскольку инородные тела в человеческом организме являются хорошим субстратом для роста биопленок, в течение первых 24 часов с момента выявления кандидемии рекомендуется удаление или замена внутрисосудистых катетеров. 
Противогрибковые средства не увеличивают скорость мутационного процесса, так как отсутствие мутагенного эффекта является обязательным условием выпуска на рынок любого лекарственного препарата. Поэтому (1) мутации в геноме грибка происходят спонтанно; (2) далее происходит избирательное размножение носителей мутаций, благоприятствующих выживанию.

## Эпидемиология
Если устойчивость бактерий отчасти определяется генами, располагающимися на плазмидах и иных мобильных генетических элементах, то для грибов это не характерно. Также, горизонтальный перенос генов у грибов редок. Поэтому резистентность грибов распространяется исключительно с устойчивыми штаммами. Вопрос о передаче устойчивых штаммов Candida spp. от человека к человеку при половом контакте является спорным, но возможность заражения новорожденного ребёнка от матери хорошо установлена. То же самое относится и к Trichophyton spp., передающимся половым путем. Поскольку значительная часть противогрибковых препаратов сходна по химическому строению с сельскохозяйственными фунгицидами, источником устойчивых изолятов при поражениях лёгких, вызванных плесневыми грибами, могут быть сельскохозяйственные угодья.

## Сопутствующие явления

Суточный рост изолятов абстрактного гриба, выраженный в числе колониеобразующих единиц, в зависимости от концентрации антимикотика в питательной среде. Вертикальные участки кривых соответствуют МПК антимикотика. Гетерорезистентный изолят представлен двумя популяциями клеток, чувствительной и устойчивой, что может быть обусловлено генетическими различиями. Клетки толерантного изолята идентичны по генотипу, но часть популяции сохраняет способность к росту при высоких концентрациях лекарственного препарата.

Мутационные изменения, направленные на повышение устойчивости грибка к антимикотикам, могут приводить к повышению его вирулентности. Так, мутации в гене транскрипционного фактора PDR1, отвечающие за повышение экспрессии генов мембранных насосов у Candida glabrata, были ассоциированы со снижением эффективности поглощения дрожжевых клеток макрофагами.
При тестировании изолятов микромицетов на чувствительность in vitro можно наблюдать несколько необычных явлений. Противогрибковая толерантность является характеристикой чувствительных к лекарствам штаммов, которые обладают способностью медленно расти при ингибирующих концентрациях лекарственного средства; этот медленный рост обычно демонстрируют 5—90 % клеток популяции. То же самое, что и следовой рост (англ. trailing growth). Гетерорезистентность — клинический термин для изолятов, содержащих небольшие субпопуляции клеток (обычно намного менее 1 %), которые обладают способностью временно выживать при концентрациях лекарственного средства, по крайней мере в восемь раз превышающих МПК для подавляющего большинства чувствительных клеток в популяции. Парадоксальный рост — способность грибкового изолята восстанавливать рост в присутствии высоких концентраций лекарственного средства, но быть полностью чувствительным при более низких концентрациях. Парадоксальный рост появляется с задержкой от одного до нескольких дней, но напоминает рост при отсутствии препарата. Сообщалось о парадоксальном росте в первую очередь в присутствии эхинокандинов. По состоянию на 2020 год, клиническая значимость и молекулярные механизмы данных явлений оставались малоизученными.

## Определение чувствительности к антимикотикам
Для ручного определения чувствительности используют три основных метода: диск-диффузионный метод, метод серийных разведений и Etest. Также существуют автоматизированные системы, позволяющие определять чувствительность дрожжей, например, Vitek 2 (биоМерье), или дрожжей и плесневых грибов, например, Sensititre (БиоВитрум). Ингибирование роста грибков при достижении МПК антимикотика (фунгистатический эффект) не говорит о наличии у антимикотика в искомой концентрации фунгицидного эффекта. Для оценки последнего необходимо определение минимальной фунгицидной концентрации, которая зачастую превышает МПК.

## Детерминанты устойчивости и лабораторная диагностика
Механизмы приобретенной устойчивости к наиболее распространенным антимикотикам многообразны, это препятствует разработке тест-систем для молекулярной диагностики. Однако существуют несколько схем ПЦР для выявления мутаций в генах FKS1 и FKS2 изолятов C. glabrata, обусловливающих устойчивость к эхинокандинам. Кроме того, предложена ПЦР тест-система для выявления мутации в ERG1, отвечающей за устойчивость T. mentagrophytes к тербинафину. Для Aspergillus fumigatus есть пример того, как открытие новых механизмов устойчивости поставило под вопрос применимость ранее разработанной тест-системы, ориентированной на непосредственное выявление функциональных мутаций.